# Chlorita tasmaninii
Chlorita tasmaninii är en insektsart som beskrevs av Wagner 1959. Chlorita tasmaninii ingår i släktet Chlorita och familjen dvärgstritar. Inga underarter finns listade i Catalogue of Life.